# 오야타촌
오야타촌(大谷田村)은 도쿄부 아다치군에 설치되었던 촌이다. 현재의 아다치구에 해당한다.